# Michel-Ange Castellane
Micahel-Ange Castellane (ur. 2 października 1703 w Novejan, zm. 26 września 1782 w Villandry) – francuski dyplomata i ambasador Ludwika XV w Turcji.
5 października 1729 poślubił w Paryżu Catherine de La Treille. Ich synem był Esprit-Henri de Castelanne (1730-1795), a wnukiem Boniface-Louis-"André", markiz de Castellane (1758-1837).